# Paspalum quarinii
Paspalum quarinii är en gräsart som beskrevs av Osvaldo Morrone och Fernando Omar Zuloaga. Paspalum quarinii ingår i släktet tvillinghirser, och familjen gräs. Inga underarter finns listade i Catalogue of Life.